# Neopotiatuca brevis
Neopotiatuca brevis är en skalbaggsart som först beskrevs av Martins och Maria Helena M. Galileo 2007.  Neopotiatuca brevis ingår i släktet Neopotiatuca och familjen långhorningar. Inga underarter finns listade i Catalogue of Life.